# Nanchang (Kreis)
Der Kreis Nanchang (chinesisch 南昌县, Pinyin Nánchāng Xiàn) ist ein Kreis, der zum Verwaltungsgebiet der bezirksfreien Stadt Nanchang in der chinesischen Provinz Jiangxi gehört. Er hat eine Fläche von 1.811 km² und zählt 1.018.675 Einwohner (Stand: Zensus 2010). Sein Hauptort ist die Großgemeinde Liantang (莲塘镇). 

## Administrative Gliederung
Auf Gemeindeebene setzt sich der Kreis aus elf Großgemeinden und sieben Gemeinden zusammen. 